# Cyrtocarenum
Cyrtocarenum es un género de arañas migalomorfas de la familia Ctenizidae. Se encuentra en Grecia y Turquía.

## Lista de especies
Según The World Spider Catalog 11.5:
- Cyrtocarenum cunicularium (Olivier, 1811)
- Cyrtocarenum grajum (C. L. Koch, 1836)